# Iéna (stanice metra v Paříži)
Iéna je nepřestupní stanice pařížského metra na lince 9 v 16. obvodu v Paříži. Nachází se pod náměstím Place d'Iéna.

## Historie
Stanice byla otevřena 27. května 1923 při prodloužení linky ze stanice Trocadéro do Saint-Augustin.

## Název
Jméno stanice je odvozeno od názvu ulice Avenue d'Iéna a náměstí Place d'Iéna podle německého města Jena, u kterého v roce 1806 Napoleon porazil pruskou armádu.

## Vstupy
Stanice má tři východy na náměstí Place d'Iéna Severní vchod se nalézá u vstupu do muzea Guimet a je vybaven původním venkovním osvětlením typu Val d'Osne, zatímco druhé dva vchody, které leží na jižním okraji náměstí, mají již lampy typu Dervaux. Stanice metra byly lampami Val d'Osne vybavovány v letech 1909–1923, ale postupem doby byly nahrazeny, takže dnes se jich dochovalo jen málo. Rovněž schodiště u vstupu vedle muzea Guimet je jedním z mála v pařížském metru, které je mírně zakřivené.

## Zajímavosti v okolí
- Musée Guimet – muzeum asijského umění
- Musée Galliera – muzeum módy
- Palais de Tokyo – výstavní palác moderního umění